# Fluxo geométrico
Em matemática, especificamente geometria diferencial, um fluxo geométrico, também é chamado de equação de evolução geométrica, é o fluxo de gradiente associado a um funcional em uma variedade que tem uma interpretação geométrica, geralmente associada a alguma curvatura extrínseca ou intrínseca. Eles podem ser interpretados como fluxos em um espaço de módulos (para fluxos intrínsecos) ou em um espaço de parâmetros (para fluxos extrínsecos). Estes são de interesse fundamental no cálculo de variações, e incluem vários problemas e teorias famosos. Particularmente interessantes são seus pontos críticos.